# Turno (teoría de juegos)
En los juegos secuenciales de dos jugadores, existen turnos tomado por uno de los jugadores. La palabra se usa para aclarar lo que significa cuando de otro modo se podría decir "girar" (en inglés, turn).
La palabra turn puede ser un problema ya que significa cosas diferentes en diferentes tradiciones. Por ejemplo, en la terminología estándar del ajedrez, un movimiento consta de un turno de cada jugador; por lo tanto, una jugada en ajedrez es un medio movimiento. Así, después de 20 movimientos en una partida de ajedrez, se han completado 40 jugadas: 20 de las blancas y 20 de las negras. En el juego de Go, por el contrario, un turno es la unidad normal para contar movimientos; Entonces, por ejemplo, decir que un juego tiene 250 movimientos es implicar 250 jugadas.
La palabra en inglés ply utilizada como sinónimo de "capa" se remonta al siglo XV. Arthur Samuel utilizó por primera vez el término en su sentido de teoría de juegos en su artículo fundamental sobre el aprendizaje automático en las damas en 1959, pero con un significado ligeramente diferente: el ply, en la terminología de Samuel, es en realidad la profundidad del análisis. Mencionó: "se introdujeron ciertas expresiones que nos resultarán útiles. Estos son: el Ply, definido como el número de movimientos por delante, donde un ply de dos consiste en un movimiento propuesto por la máquina y una respuesta anticipada por el oponente."
En informática, el concepto de ply es importante, pues un ply corresponde a un nivel de lo que se conoce como árbol de juego. La computadora de ajedrez Deep Blue que derrotó a Kasparov en 1997 normalmente buscaría una profundidad de entre seis y dieciséis plies hasta un máximo de cuarenta plies en algunas situaciones.